# Episodi di No Offence (seconda stagione)
La seconda stagione della serie televisiva No Offence, formata da 7 episodi, è stata trasmessa in prima visione nel Regno Unito su Channel 4 dal 4 gennaio al 15 febbraio 2017.
In Italia, la stagione è andata in onda dal 13 aprile al 4 maggio 2017 sul canale pay Fox Crime.
| nº | Titolo originale | Titolo italiano       | Prima TV Regno Unito | Prima TV Italia |
| -- | ---------------- | --------------------- | -------------------- | --------------- |
| 1  | Episode 1        | Lotte territoriali    | 4 gennaio 2017       | 13 aprile 2017  |
| 2  | Episode 2        | Città in fiamme       | 11 gennaio 2017      | 13 aprile 2017  |
| 3  | Episode 3        | Vite innocenti        | 18 gennaio 2017      | 20 aprile 2017  |
| 4  | Episode 4        | Il cerchio si stringe | 25 gennaio 2017      | 20 aprile 2017  |
| 5  | Episode 5        | Sotto sorveglianza    | 1º febbraio 2017     | 27 aprile 2017  |
| 6  | Episode 6        | Sospensione           | 8 febbraio 2017      | 27 aprile 2017  |
| 7  | Episode 7        | Atto finale           | 15 febbraio 2017     | 4 maggio 2017   |